# Втрачений символ (серіал)
«Втрачений символ» — американський телевізійний серіал, приквел фільмів «Код да Вінчі», «Ангели і демони» та «Інферно», частково заснований на однойменному романі Дена Брауна. Робота над ним розпочалася у 2019 році, прем'єра відбулася 16 вересня 2021 року.

## Сюжет
Серіал розповідає про молоді роки Роберта Ленгдона — головного героя низки романів Дена Брауна. При цьому відомо, що однією з літературних основ сценарію став роман Брауна «Втрачений символ». Головний герой намагається знайти свого викладача, якого викрали.

## У ролях

### Головні ролі
- Ешлі Цукерман — Роберт Ленгдон, професор символіки з Гарварда;
- Едді Іззард — Пітер Соломон, наставник Роберта, чоловік Ізабель, батько Кетрін і Закарі, масон, член групи Левіафан;
- Велорі Керрі — Кетрін Соломон, дочка Пітера та Ізабель, сестра Закарі, вчена;
- Бо Напп — Закарі Соломон / Малах ;
- Рік Гонзалес — Альфонсо Нуньєс, поліцейський Капітолія, чоловік Зої;
- Сумалі Монтано — Іноуе Сато, директор служби безпеки ЦРУ.

### Другорядні ролі
- Семмі Ротібі — Адаму, агент ЦРУ;
- Гія Сандху — Шарлотта Соджані, агент ЦРУ;
- Кінен Джолліфф — Закарі Соломон, син Пітера та Ізабель, брат Кетрін;
- Рауль Банеджа — Ніколас Бастін, прибиральник Капітолія, чоловік Софі, помічник Малаха;
- Лаура де Картере — Ізабель Соломон, дружина Пітера, мати Кетрін та Закарі;
- Емілі Піггфорд — Тріш, асистентка та подруга Кетрін;
- Тайрон Бенскін — Воррен Белламі, архітектор Капітолія, друг Пітера, масон, член групи Левіафан;
- Грег Брайк — Еллісон Блейк, офіцер ЦРУ, безпосередній начальник Сато;
- Тамара Дуарте — Зої Нуньєс, дружина Альфонсо;
- Далаль Бадр — Софі Бастін, дружина Ніколаса, помічниця Малаха, фармацевт;
- Стів Камін — Джонатан Кнопп, масон, член групи Левіафан;
- Марк Гіббон — Бенджамін Йорк / Самьяза, співкамерник Закарі в турецькій в'язниці;
- Бен Карлсон — Вільям Остерман, масон, член групи Левіафан, винахідник пристрою «Каскад»;
- Бац Ресінос — хакер, помічник Малаха.

## Створення
Про початок роботи над проектом стало відомо у 2019 році. Серіал мав стати спільним продуктом Imagine Entertainment, CBS Television Studios та Universal Television Studios і транслюватися на стрімінговому сервісі National Broadcasting Company Peacock. Одним із виконавчих продюсерів став Рон Ховард, режисер усіх трьох попередніх екранізацій романів Брауна, шоураннером та виконавчим продюсером — Деніел Чероне. Додатковими виконавчими продюсерами стали, крім Ховарда, Ден Браун, Брайан Грейзер, Френсі Кальфо, Семі Фалві та Анна Калп.
У травні 2021 року з'явився перший трейлер серіалу. Прем'єра відбулася 16 вересня 2021.